# Damernas distans vid världsmästerskapen i skidskytte 2012
Damernas distans vid Skidskytte-VM 2012 avgjordes onsdagen den 7 mars 2012 på Chiemgau-Arena i Ruhpolding, Tyskland.
Detta var damernas tredje individuella tävling på mästerskapet. Distansen var 15 km och bestod av fyra skjutningar; liggande + stående + liggande + stående. Till skillnad från de andra tävlingarna då man får en straffrunda för varje missat skott får man på distansloppen en minuts tillägg istället.
Loppet vanns av norskan Tora Berger, 56,4 sekunder före Frankrikes Marie Laure Brunet och 1.11,1 före svenska Helena Ekholm.

## Tidigare världsmästare
| År   | Ort             | Mästare            |
| ---- | --------------- | ------------------ |
| 2007 | Antholz         | Linda Grubben      |
| 2008 | Östersund       | Jekaterina Jurjeva |
| 2009 | Pyeongchang     | Kati Wilhelm       |
| 2010 | Chanty-Mansijsk | Tävlades inte i    |
| 2011 | Chanty-Mansijsk | Helena Ekholm      |

## Resultat
| Placering | Namn               | Land      | Tid     | Straffrundor (L+S+L+S) |
| --------- | ------------------ | --------- | ------- | ---------------------- |
| 1         | Tora Berger        | Norge     | 42.30,0 | 1 (1+0+0+0)            |
| 2         | Marie Laure Brunet | Frankrike | +56,4   | 1 (0+0+0+1)            |
| 3         | Helena Ekholm      | Sverige   | +1.11,1 | 1 (1+0+0+0)            |
| 4         | Marie Dorin Habert | Frankrike | +1.14,7 | 1 (0+1+0+0)            |
| 5         | Susan Dunklee      | USA       | +1.18,2 | 1 (0+1+0+0)            |
| 6         | Olga Zajtseva      | Ryssland  | +1.26,1 | 2 (0+1+1+0)            |
| 7         | Svetlana Sleptsova | Ryssland  | +2.01,0 | 1 (0+0+1+0)            |
| 8         | Olga Viluchina     | Ryssland  | +2.12,2 | 2 (2+0+0+0)            |
| 9         | Michela Ponza      | Italien   | +2.13,7 | 0 (0+0+0+0)            |
| 10        | Anastasija Kuzmina | Slovakien | +2.27,8 | 3 (1+0+1+1)            |